# Sabina Podlasek
Sabina Podlasek (ur. 8 września 1992) – polska siatkarka, grająca na pozycji atakującej. Obecnie występuje w drużynie Grupa Azoty PWSZ Tarnów.